# Acyon
Acyon és un gènere extint de mamífers esparassodonts de la família dels borhiènids (o, segons altres classificacions, dels hatliacínids) que visqueren a Sud-amèrica durant el Miocè, fa entre 11,8 i 21 milions d'anys. Se n'han trobat restes fòssils a l'Argentina i Bolívia. Era un parent proper de Cladosictis. L'espècie A. myctoderos és l'hatliaciní més gros que es coneix, amb un pes de 12 o 13 kg i el crani d'aproximadament 18 cm de llargada. Probablement era un plantígrad. Tenia les potes més curtes que els gossos i no sembla que fos un gran corredor. Per aquest motiu, segurament era un depredador d'emboscada.